# 遠藤敬
遠藤 敬（えんどう たかし、1968年6月6日 - ）は、日本の政治家。日本維新の会所属の衆議院議員（5期）、衆議院安全保障委員長。日本維新の会国会議員団国会対策委員長（初・第3代）。

## 来歴
大阪府高石市生まれ。高石市立高石小学校、高石市立高石中学校、大阪産業大学附属高等学校卒業。高校卒業後、飲食店経営を経て、社団法人高石青年会議所理事長、堺高石青年会議所理事長、日本青年会議所大阪ブロック協議会長、日本教育再生機構大阪会長等を務めた。
中山太郎後援会の青年局長などを経て、2011年10月に自民党の大阪府第18区支部長に就任し、次期衆議院議員総選挙での公認が事実上内定していた。しかし、自民党大阪府連の一部が遠藤の公認に反対していたため、2012年9月28日付の自身のブログで、橋下徹大阪市長が代表を務める大阪維新の会が提唱する競争原理主義への賛意を表明した上で、同日に自民党へ離党届を提出した。その後、日本維新の会に入党し、11月17日に同党大阪府第18区選挙区支部長に就任。
第46回衆議院議員総選挙では、日本維新の会公認、みんなの党推薦で大阪18区から出馬し、自民党新人で前泉大津市長の神谷昇や、民主党から日本未来の党へ鞍替えした前職の中川治らを破り、初当選した。
2013年11月24日投開票の岸和田市長選挙では、自身の公設秘書を務めていた原田栄夫（無所属）への支持をブログで表明したが、原田は元岸和田市議会議員の信貴芳則に敗れ、落選した。
2014年の日本維新の会分党に際しては、橋下徹大阪市長による新党結成を目指すグループに加わり、分党後の日本維新の会を経て維新の党結党に参加した。同年の第47回衆議院議員総選挙では、維新の党公認で大阪18区から出馬し、自民党新人の神谷昇に約6千票差まで詰め寄られるも振り切り、大阪18区で再選。
2015年の維新の党分裂に際しても橋下徹らのグループに加わり、おおさか維新の会結党に参加した。12月24日、おおさか維新の会国会議員団国会対策委員長への就任が内定。翌25日に入党し正式に就任した。
2017年の第48回衆議院議員総選挙では、日本維新の会公認で大阪18区から出馬し、3選。
2021年の第49回衆議院議員総選挙で4選。
2024年の第50回衆議院議員総選挙で5選。11月13日、衆議院安全保障委員長に就任。12月、党国対委員長を退任。
2025年8月12日、党国対委員長に復帰。

## 政策・主張
- 日本国憲法の改正に賛成だが、日本国憲法第9条の改正への賛否は明らかにしていない[21]。
- 憲法への緊急事態条項の創設に反対[21]。
- 参議院議員通常選挙で隣接する県を1つの選挙区にする「合区」をなくすための憲法改正に反対[21]。
- アベノミクスを評価する[21]。
- 高収入の一部専門職を労働時間規制から除外する高度プロフェッショナル制度の導入に賛成[21]。
- 日本の原子力発電について「当面は必要だが、将来的には廃止すべきだ」としている[21]。
- カジノの解禁に賛成[21]。
- 日本の核武装について「今後の国際情勢によっては検討すべきだ」としており、非核三原則の「持ち込ませず」の部分についても「議論すべきだ」としている[21]。
- 女性宮家の創設に賛成[21]。

## 人物

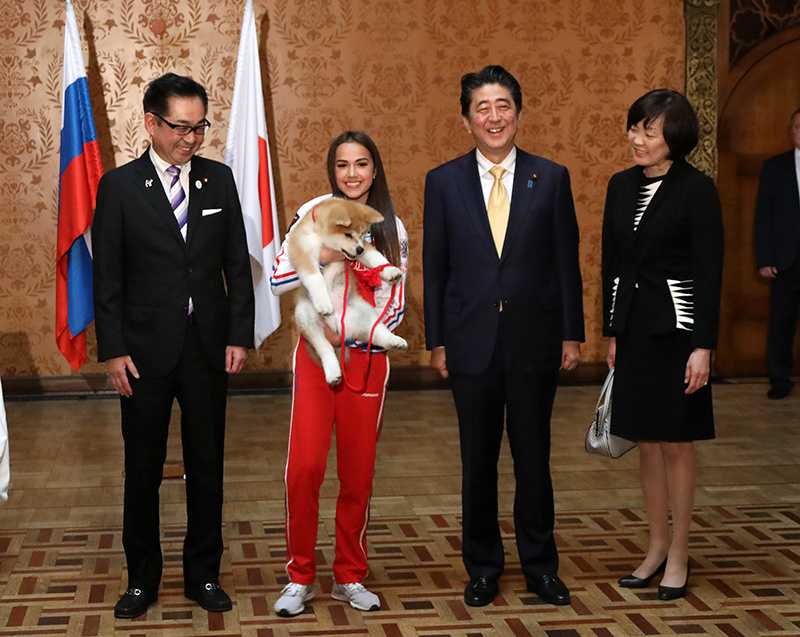
アリーナ・ザギトワ（左から2人目）への秋田犬の贈呈式に立ち会う遠藤敬（左端）。ザギトワの右から安倍昭恵、安倍晋三

- 秋田犬保存会の会長を務めており、2018年にアリーナ・ザギトワが秋田犬を所望した際は、贈呈の意向を表明した[22]。
- 維新党内では松井一郎代表の側近である一方、国会運営などをめぐり維新と対立関係にある立憲民主党の枝野幸男代表とも親交がある[6]。また、同党の安住淳とも交友関係があり、自民党の森山裕とともに3人で食事をすることもあったという[23]。

- 喫煙者であり、超党派の愛煙家国会議員からなる議員連盟「もくもく会」の副会長を務めている[24][25]。

## 不祥事

### 一般社団法人法違反の疑い
2022年2月16日、遠藤が代表理事を務める公益社団法人秋田犬保存会が主催する秋田犬の展覧会において、遠藤の幼馴染みでもある審査部長が、他の審査員との合議もせず、遠藤に近しい犬を上位に押し上げていたことが週刊文春によって報じられた。このことは「公平・公正な審査をする」と記した定款に抵触する可能性があり、一般社団法人法違反が指摘されている。

### 公職選挙法違反の疑い
2022年2月22日、遠藤が自身の選挙区である大阪18区の複数の有権者に、高額な秋田犬を無償で譲渡していたことが週刊文春によって報じられた。中には秋田犬保存会が主催する本部展覧会で幼犬最優秀賞を受賞した仔犬も含まれており、その評価額は30万円を下らないとされる。遠藤はこれに対し、家族同然の付き合いをしている人たちであり、選挙や政治とは一切無関係であると回答している。

## 所属団体・議員連盟
- もくもく会（副会長）
- マンガ・アニメ・ゲームに関する議員連盟（副会長）
- 日本会議国会議員懇談会
- みんなで靖国神社に参拝する国会議員の会
- パチンコチェーンストア協会（政治分野アドバイザー）[28]
- 秋田犬保存会（会長）
- 日華議員懇談会
- 人権外交を超党派で考える議員連盟 [29]
- 明治の日を実現するための議員連盟（副幹事長）[30]

## 選挙歴
| 当落 | 選挙                   | 執行日         | 年齢 | 選挙区       | 政党           | 得票数     | 得票率 | 定数 | 得票順位 /候補者数 | 政党内比例順位 /政党当選者数 |
| ---- | ---------------------- | -------------- | ---- | ------------ | -------------- | ---------- | ------ | ---- | ------------------ | ---------------------------- |
| 当   | 第46回衆議院議員総選挙 | 2012年12月16日 | 44   | 大阪府第18区 | 旧日本維新の会 | 10万312票  | 43.68% | 1    | 1/4                | /                            |
| 当   | 第47回衆議院議員総選挙 | 2014年12月14日 | 46   | 大阪府第18区 | 維新の党       | 8万8638票  | 44.24% | 1    | 1/3                | /                            |
| 当   | 第48回衆議院議員総選挙 | 2017年10月22日 | 49   | 大阪府第18区 | 日本維新の会   | 8万7040票  | 44.32% | 1    | 1/3                | /                            |
| 当   | 第49回衆議院議員総選挙 | 2021年10月31日 | 53   | 大阪府第18区 | 日本維新の会   | 11万8421票 | 52.97% | 1    | 1/4                | /                            |
| 当   | 第50回衆議院議員総選挙 | 2024年10月27日 | 56   | 大阪府第19区 | 日本維新の会   | 9万9973票  | 51.24% | 1    | 1/4                | /                            |